# Fredrik Hammarsten
Fredrik Hammarsten, född 16 augusti 1846 i Norrköping, död 11 januari 1922 i Stockholm, var en svensk präst.

## Biografi
Fredrik Hammarsten var sonson till varvsägaren Olof Hammarsten och son till varvsägaren Per Wilhelm Hammarsten och Fredrica Ulrica Palm (1812–1887). Han växte upp i Norrköping med sin syster Wilma Lindhé och bror Olof Hammarsten. Han studerade i Norrköping och blev vårterminen 1868 student vid Uppsala universitet. Där avlade han  teologisk-filosofisk examen 1869, teoretisk teologisk examen 1871 och praktisk teologisk examen samma år. Han prästvigdes 1872 och blev 1875 komminister i Hannäs församling, Tryserums pastorat, med tillträde 1877. Hammarsten blev 1883 komminister i Hedvigs församling i Norrköping och tillträdde tjänsten 1886. År 1881 avlade han pastoralexamen och blev 1891 kyrkoherde i Örtomta församling, Örtomta pastorat, med tillträde 1894. Hammarsten blev 1896 kyrkoherde i Solna församling och slottspastor på Karlbergs slott. Han tillträdde båda tjänsterna  1898. Hammarsten var under några dagar kontraktsprost i Roslags östra kontrakt, från 3 september 1898 till 30 september samma år. Han tjänstgjorde från 1898 som extra ordinarie kunglig hovpredikant och blev 1900 pastor vid Blasieholmskyrkan i Stockholm. År 1908 blev han kyrkoherde i Jakobs församling och tillträdde direkt. Hammarsten är begraven på Solna kyrkogård.
Fredrik Hammarsten, som var en av Stockholms mest gärna hörda predikanter, utgav bland annat Dagliga betraktelser öfver kyrkoårets evangelier och högmessotexter (2 delar, 1888) och Epistlar och aftonsångstexter (1895) samt Sådd på Guds åker, stenografiskt upptecknade predikningar i Blasieholmskyrkan (nya texterna, 2 årgångar 1903, evangelietexterna, 1904; ny upplaga 1906). Postumt utkom predikosamlingen På Herrens berg (1923).
Hammarsten predikade vid Linköpings stifts Bibelsällskaps högtidsdag 1897. Han blev 1908 ledamot av Bibelsällskapets kommitté, var ledamot vid kyrkomötena 1909 och 1910 och blev 1913 ledamot av direktionen över Stockholms stads undervisningsverk. Hammarsten fick 1907 Oscar II:s jubileumsminnestecken och blev 1911 ledamot av Nordstjärneorden. Han promoverades 1921 till teologie hedersdoktor i Uppsala. Ett porträtt på Hammarsten finns i Hedvigs kyrkas sakristia.
Fredrik Hammarsten gifte sig 8 januari 1879 med Elin Augusta Emanuelsson (född 1855), som var dotter till kyrkoherden i Hällestads socken och kontraktsprosten i Bergslags kontrakt Per Jakob Emanuelsson. De fick tillsammans barnen Elsa (född 1880), Signe (1882–1970), Torsten (född 1884), Olof Daniel, Einar (1889–1968), Rut (1892–1893) och Harald (född 1897). Tove Jansson är hans dotterdotter.